# Robert Saudek
Robert Saudek (21. dubna 1880, Kolín – 15. dubna 1935, Londýn) byl představitelem vědecké a experimentální grafologie. Většinu života prožil v zahraničí. Jeho knihy byly přeloženy do mnoha cizích jazyků včetně japonštiny.

## Život
Narodil se v židovské obchodnické rodině. Vystudoval obchodní akademii v Ústí nad Labem a v Praze. Studoval na universitách v Praze, v Lipsku a na Sorbonně v Paříži . Aby mohl financovat svá studia, psal divadelní hry, eseje, epigramy a romány. Po studiích žil v Německu a  věnoval se literatuře. Během 1. světové války žil v Haagu a věnoval se překladům – hovořil plynně německy, anglicky, francouzsky, nizozemsky. V letech 1921–1924 byl českým diplomatem v Berlíně a v Haagu, v letech 1924–1931 v Londýně. V roce 1924 byl dopisovatelem Prager Presse a založil si grafologickou praxi; byl v kontaktu s největšími grafologickými kapacitami své doby, Hansem Bussem a Ludwigem Klagesem .
V letech 1907–1913 podnikl cestu do Indie, Číny, Japonska, Indonésie a Ruska.

## Dílo
Byl autorem divadelních veseloher i psychologických dramat. Jeho hry se hrály v Berlíně, Paříži i v Praze (Nové německé divadlo, Národní divadlo ). Dále napsal dva romány.

## Smrt
Zemřel v Londýně 15. dubna roku 1935. Jako příčiny jeho smrti byly uváděny a) sepse, b) hemorhagie, c) vřed na dvanáctníku.

## Spisy
- Dětské svědomí, Praha : Družstvo Máje, 1903
- Revoluce na gymnasiu : tragédie o 4 dějstvích, Praha : Máj, 1904
- Démon Berlín (Dämon Berlin), Berlín : Concordia Deutsche Verlagsanstalt, 1910 - román
- Und über uns leuchtende Sterne (1907)
- Diplomati, Praha : Fr. Borový, 1921 - román
  - německy: Diplomaten, Mnichov : Drei Masken Verlag, 1921

### Díla o grafologii
- Vědecká grafologie : psychologie písma, Praha : Orbis, 1925
  - reedice: Brno : Schneider, 2000, 297 s., ISBN 80-85796-93-7
  - německy: Wissenschaftliche Graphologie, Mnichov : Drei Masken Verlag, 1926
- Experimentální grafologie, Praha : Aventinum, 1928 [4]

- - německy: Experimentelle Graphologie, Berlín : Pan-Verlag Kurt Metzner 1929
- Zločin v písmě : grafologie v soudní síni, Praha : Orbis, 1933

Roku 1931 byl jedním ze zakladatelů grafologického časopisu 'Character and Personality .